# 130 let
130 let ali kar Delavski pihalni orkester Zagorje ob Savi je album Delavskega pihalnega orkestra Zagorje ob Savi, ki je izšel na glasbeni CD plošči leta 1997 pri založbi ZKP RTV Slovenija.

## Seznam posnetkov
| CD              | CD                                                         | CD              | CD              | CD      |
| Št.             | Naslov                                                     | Glasba          | Priredba        | Dolžina |
| --------------- | ---------------------------------------------------------- | --------------- | --------------- | ------- |
| 1.              | „Happy Polka 2‟                                            |                 | H. Auer-Ansbach | 3:47    |
| 2.              | „Jesensko sanjarjenje / Träume im Herbst‟                  | H. Kolasch      |                 | 4:08    |
| 3.              | „Evergreens‟                                               |                 | P. Schestag     | 6:20    |
| 4.              | „Posaunen Cocktail‟                                        | H. Theis        |                 | 3:17    |
| 5.              | „Parafraza na irsko narodno / Paraphrase on an Irish Song‟ | H. de Groot     |                 | 6:11    |
| 6.              | „Coklarski ples / Clog-Shoe Dance‟                         | J. Penders      |                 | 2:44    |
| 7.              | „Choral and Rock Out‟                                      | T. Huggens      |                 | 6:30    |
| 8.              | „Happy Polka 1‟                                            |                 | H. Auer-Ansbach | 4:35    |
| 9.              | „Pavane in Blue‟                                           | T. Huggens      |                 | 3:30    |
| 10.             | „Fascinating Drums‟                                        | T. Huggens      |                 | 2:43    |
| 11.             | „Marching Blues‟                                           | J. Penders      |                 | 2:45    |
| 12.             | „Simfonia‟                                                 | J. S. Bach      |                 | 2:32    |
| 13.             | „Rag 2000‟                                                 | M. van Delft    |                 | 2:50    |
| 14.             | „Brazilska polka / Brazilian Polka‟                        | W. Robinson     | C. Giovannini   | 1:49    |
| 15.             | „Trije potepuhi‟                                           | E. Morricone    |                 | 2:43    |
| 16.             | „Punjaub‟                                                  | C. Payne        |                 | 4:22    |
| Skupna dolžina: | Skupna dolžina:                                            | Skupna dolžina: | Skupna dolžina: | 61:36   |

## Sodelujoči

### Pihalni orkester SVEA Zagorje / Delavski pihalni orkester Zagorje ob Savi
- Edvard Eberl – dirigent

### Solisti
- Matej Zupan – flavta na posnetku 2
- Dušan Kranjc – pozavna na posnetku 4
- Aleš Šnofl – pozavna na posnetku 4
- Dušan Markošek – pozavna na posnetku 4
- Drago Brvar – pozavna na posnetku 4
- Emil Krečan – rog na posnetku 5

### Produkcija
- Tomaž Tozon – producent in urednik
- Vinko Rojc – tonski mojster za posnetke 1 do 4, 6 do 12 in 14 do 16
- Branko Škrajnar – tonski mojster za posnetka 5 in 13